# Онан
Онан је личност описана у Библији, други син Јуде и унук патријарха Јакова, који је био кажњен од Бога смрћу због избегавање обавеза левитског брака, односно, обавезе да ожени удовицу преминулог старијег брата. 
После смрти Јудиног најстаријег сина, Онан, према традицији Левита, био је обавезан да ожени његову удовицу Тамару, тако да она може да роди наследника који би се сматрао првенцем најстаријег сина. Када је Онан општио са женом свога брата, просипао је своје семе на земљу, како би избегао зачеће (Постање 38:9). Због тога га је стигла Божја казна - смрт. 
По његовом имену, је формиран термин "онанија", који је погрешно повезан са феноменом мастурбације, иако је, Онан, према сведочанству Старог завета заправо упражњавао преурањени прекид полног односа.